# East Wall
East Wall (An Port Thoir  en irlandais ) est un quartier de la partie Nord de la ville de Dublin en Irlande. Il est délimité par North Strand Road à l'ouest, par North Wall au sud, et par East Wall Road au nord. Elle est liée à Ringsend par le pont East-Link, et à Fairview par Annesley Bridge.
East Wall est aussi le point de départ du tunnel entre le port et l'aéroport.
À l'origine le quartier était ouvrier, car le port attirait beaucoup d'emploi. Désormais, il attire une population plus aisée due à sa proximité avec le centre-ville et l'IFSC.
Le célèbre dramaturge Seán O'Casey a grandi à East Wall.